# Weiler bei Bingen
Weiler bei Bingen är en kommun och ort i Landkreis Mainz-Bingen i förbundslandet Rheinland-Pfalz i Tyskland. Namnet ändrades 1 januari 1973 från Weiler bei Bingerbrück till det nuvarande.
Kommunen ingår i kommunalförbundet Verbandsgemeinde Rhein-Nahe tillsammans med ytterligare nio kommuner.